# Liotyphlops caissara
Espèce
Liotyphlops caissara est une espèce de serpents de la famille des Anomalepididae.

## Répartition
Cette espèce est endémique de l'État de São Paulo au Brésil.

## Étymologie
Son nom d'espèce, du tupi caiçara désignant les communautés vivant sur la côte de l'État de São Paulo, lui a été donné en référence au lieu de sa découverte.

## Publication originale
- Centeno, Sawaya & Germano, 2010 : A new species of Liotyphlops (Serpentes: Anomalepididae) from the Atlantic Coastal Forest in southeastern Brazil. Herpetologica, vol. 66, n. 1, p. 86-91 (texte intégral).